# John Lounsbery
John Lounsbery, född 9 mars 1911, död 13 februari 1976, var en amerikansk animatör som arbetade för Walt Disney som en av Disney's Nine Old Men.
Lounbery medverkade till filmer som Snövit, Nalle Puh och den skuttande tigern och Bernard och Bianca.

## Animationsarbete av Lounbery
- Dumbo (1941)
- Sången om Södern (1946)
- The Adventures of Ichabod and Mr Toad (1949)
- Alice i Underlandet (1951)
- Peter Pan (1953)
- Benjamin och jag (1953)
- Lady och Lufsen (1955)
- Törnrosa (1959)
- Goliath II (1960)
- Pongo och de 101 dalmatinerna (1961)
- Svärdet i stenen (1963)
- Djungelboken (1967)
- Robin Hood (1973)